# Джон Боєга
Джон Боєга (англ. John Boyega; нар. 17 березня 1992, Лондон) — нігерійський актор і продюсер. Він вперше став відомим у Британії завдяки ролі ватажка підліткової банди в комедійному фільмі жахів «Атака кварталу» (2011), а також досяг міжнародного прориву, зігравши Фінна в трилогії «Зоряні війни» у фільмах Пробудження сили (2015), Останній Джедай (2017) і Сходження Скайвокера (2019). Він отримав нагороду BAFTA Rising Star Award у 2016 році та Trophée Chopard на Каннському кінофестивалі 2016 року.
Раннє життя
Боєга народився в лондонському районі Камбервелл і виріс у Пекхемі. Його батьки, Абігейл (опікунка) і Самсон Адегбойега (п’ятидесятницький священик) мають походження йоруба. У нього є дві старші сестри.
Його першою акторською роллю була роль леопарда у виставі в початковій школі Олівера Голдсміта. У дев’ятирічному віці в іншій виставі його помітила Тереза Ерлі, художній керівник Theatre Peckham, навчального театру для молодих людей, які живуть у південному Лондоні. Там він проводив позашкільний час з дев’яти до чотирнадцяти років. Ходили чутки, що його батько хотів, щоб Боєга став міністром, але Джон спростував це в інтерв'ю Сему Сандерсу на Fresh Air. За його словами, батько підтримував його театральні інтереси. Джон і його сестра Грейс були одними з останніх, хто бачив Дамілолу Тейлора живим: вони були його друзями, і Боєги допомагали за ним доглядати.
У 2003 році Боєга почав здобувати середню освіту в Вестмінстерській міській школі, де він знімався в різних шкільних постановках. З 2008 по 2010 рік він навчався в коледжі Південної Темзи в університетському містечку Wandsworth коледжу, щоб отримати національний диплом з виконавських мистецтв. Його діяльність там включала виконання головної ролі в постановці коледжу «Отелло». Він вступив до Університету Грінвіча, щоб здобути ступінь бакалавра з кінознавства та медіаписьму, але кинув навчання, щоб зосередитися на своїй акторській кар’єрі. Він навчався в Школі акторської майстерності Identity в Лондоні та став патроном її філії в Лос-Анджелесі, коли вона відкрилася у 2018 році.

## Кар'єра
Бойега навчався в Школі акторської майстерності Identity в Хакні та з'являвся в Six Parties у Національному театрі та Категорії B у Tricycle Theatre до того, як йому запропонували роль у фільмі 2011 року Attack the Block. У вересні 2011 року телеканал HBO оголосив, що Бойегу взяли на роль у пілотній боксерській драмі «Да Брік», заснованій на житті Майка Тайсона. Очікувалося, що Боєга зіграє Донні, якого звільняють із колонії для неповнолітніх на його 18-й день народження та починають досліджувати, що означає бути чоловіком. Пілот, написаний Джоном Рідлі, не був підібраний HBO. Також у 2011 році Боєга знявся у фільмі Junkhearts як Джамала, торговця наркотиками, який знаходить зброю та намагається її продати.
Фіоннуала Халліган з Screen International обрала Бойєгу як одну з «Зірок завтрашнього дня Великобританії 2011» і з’явилася разом з двома іншими акторами на обкладинці журналу в липні 2011 року. У березні 2012 року його взяли на роль в екранізації книги Чімаманди Нгозі Адічі «Половина жовтого сонця». 29 квітня 2014 року було підтверджено, що Бойєгу було обрано на роль головного персонажа у фільмі «Зоряні війни: Пробудження сили». Пізніше стало відомо, що він зіграє Фінна, штурмовика Першого ордену, який, побачивши їхню жорстокість, залишає військову владу та приєднується до боротьби проти них. Фільм вийшов на екрани 18 грудня 2015 року. Фільм і гра Боєги отримали схвальні відгуки критиків і глядачів.
У 2017 році Боєга знявся у фільмі Кетрін Бігелоу про детройтські заворушення 1967 року «Детройт» і повторив роль Фінна у фільмі «Зоряні війни: Останні джедаї».
У січні 2016 року Боєга створив власну продюсерську компанію UpperRoom Entertainment Limited. Його компанія була сопродюсером (разом з Legendary Entertainment) Pacific Rim: Uprising 2018 року, продовження фільму Pacific Rim 2013 року, в якому він зіграв головну роль Джейка Пентекоста. У 2019 році він анонсував свою нову співпрацю зі сценаристом/режисером Себастьяном Тілем, з яким він розробляє серіал, заснований на їхньому дитинстві, а продюсером виступає Боєга. У листопаді 2018 року було оголошено, що він зіграє разом з Летицією Райт в екранізації роману «Стримуйте зірки». Він також брав участь у міні-серіалі Стіва МакКвіна «Маленька сокира».
Боєга знову зіграв свою роль Фінна у фільмі «Зоряні війни: Сходження Скайвокера» (2019). В інтерв'ю Good Morning America він розповів, що ненавмисно залишив свій сценарій у номері готелю під час зйомок. Коли він з’явився на eBay, його купив співробітник Lucasfilm, щоб запобігти його витоку. У відповідь на твіт про те, що він повинен зіграти персонажа DC Comics Статіка в живій ролі, Боєга сказав, що він був би занадто старим для цієї ролі, і що йому було б цікаво, щоб її отримав новачок. Однак він висловив зацікавленість зіграти персонажа DC Червоного Капюшона.
У випусках Powerlist за 2020 і 2021 роки Бойєга входив до 100 найвпливовіших людей Великобританії африканського/афро-карибського походження. У 2020 році журнал New African включив його до списку 100 найвпливовіших африканців. Нещодавно його продюсерська компанія UpperRoom уклала першочергову угоду з VIS Kids. Під час зйомок фільму Netflix Rebel Ridge він несподівано пішов у середині виробництва через сімейні проблеми. У 2022 році Бойєга зіграв головну роль у другому повнометражному фільмі Ебі Дамаріс Корбін, Breaking, прем'єра якого відбулася на кінофестивалі Sundance 2022 під оригінальною назвою, 892, а також в історичній епопеї Джини Прінс-Байтвуд The Woman King разом з Віолою Девіс, Тусо Мбеду і Лашана Лінч. Потім Боєга зіграв головну роль у науково-фантастичній комедії Netflix «Вони клонували Тайрона», де зіграла головного героя та кількох інших персонажів.
У травні 2021 року було оголошено, що він знову об’єднається з Джо Корнішем у продовженні фільму «Атакуйте блок». 
У жовтні 2024 року було оголошено, що Бойєга збирається зіграти американського співака Отіса Реддінга разом із Даніель Дедвайлер у ролі його дружини Зелми в майбутньому біографічному фільмі під назвою «Отіс і Зелма».

## Фільмографія
| Рік  |    | Українська назва                   | Оригінальна назва                | Роль             |
| ---- | -- | ---------------------------------- | -------------------------------- | ---------------- |
| 2011 | с  | Стати людиною                      | Becoming Human                   | Денні Кертіс     |
| 2011 | ф  | Чужі на районі                     | Attack the Block                 | Мозес            |
| 2011 | с  | Закон і порядок: Лондон            | Law & Order: UK                  | Джамаль Кларксон |
| 2011 | ф  | Покидьки                           | Junkhearts                       | Джамаль          |
| 2011 | тф | Цеглина                            | Da Brick                         | Донні            |
| 2012 | тф | Моє вбивство                       | My Murder                        | Шакіл Таунсенд   |
| 2013 | ф  | Половина жовтого сонця             | Half of a Yellow Sun             | Угву             |
| 2013 | тф | Кит                                | The Whale                        | Вільям Бонд      |
| 2014 | ф  | Імперські мрії                     | Imperial Dreams                  | Бембі            |
| 2014 | с  | 24 години: Проживи ще один день    | 24: Live Another Day             | Кріс Таннер      |
| 2015 | мс | Майор Лазер                        | Major Lazer                      | Блкмркт, озвучка |
| 2015 | вг | Disney Infinity 3.0                | Disney Infinity 3.0              | Фінн             |
| 2015 | ф  | Зоряні війни: Пробудження Сили     | Star Wars: The Force Awakens     | Фінн             |
| 2016 | ф  | Сфера                              | The Circle                       | Калден           |
| 2017 | ф  | Зоряні війни: Останні джедаї       | Star Wars: The Last Jedi         | Фінн             |
| 2017 | ф  | Детройт                            | Detroit                          | Мелвін Дісмукес  |
| 2018 | ф  | Тихоокеанський рубіж: Повстання    | Pacific Rim: Uprising            | Джейк            |
| 2019 | ф  | Зоряні війни: Скайвокер. Сходження | Star Wars: The Rise of Skywalker | Фінн             |
| 2020 | с  |                                    | Small Axe                        | Лерой Логан      |
| 2021 | ф  |                                    | Naked Singularity                | Касі             |
| 2022 | ф  | Королева-воїн                      | The Woman King                   | Гезо             |
| 2023 | ф  | Вони клонували Тайрона             | They Cloned Tyrone               | Фонтен           |

## Нагороди та номінації
| Рік  | Нагорода                                | Категорія                      | Робота         | Результат |
| ---- | --------------------------------------- | ------------------------------ | -------------- | --------- |
| 2011 | Премія британського незалежного кіно    | Найбільш обіцяючий дебют       | Чужі на районі | Номінація |
| 2011 | Black Reel Awards                       | Найкращий актор                | Чужі на районі | Перемога  |
| 2011 | Black Reel Awards                       | Найкращий прорив               | Чужі на районі | Номінація |
| 2011 | Імперія                                 | Найкращий дебют                | Чужі на районі | Номінація |
| 2011 | Evening Standard British Film Awards    | Найкращий дебют                | Чужі на районі | Номінація |
| 2011 | Премія Лондонського гуртка кікокритиків | Молодий британський актор року | Чужі на районі | Номінація |